# Lagorce (Gironde)
Lagorce település Franciaországban, Gironde megyében. Lakosainak száma 1591 fő (2022. január 1.). Lagorce Cercoux, La Clotte, Bayas, Chamadelle, Coutras, Guîtres és Les Peintures községekkel határos.

## Népesség
A település népességének változása:
| Lakosok száma | 905  | 1046 | 1238 | 1529 | 1707 | 1681 | 1667 | 1667 | 1642 | 1591 |
|               | 1968 | 1982 | 1990 | 2006 | 2013 | 2015 | 2017 | 2019 | 2020 | 2022 |